# Верх-Кучук
Верх-Кучу́к (рос. Верх-Кучук) — село у складі Шелаболіхинського району Алтайського краю, Росія. Адміністративний центр Верх-Кучуцької сільської ради.

## Населення
Населення — 1074 особи (2010; 1222 у 2002).
Національний склад (станом на 2002 рік):
- росіяни — 97 %